# Philippe Oddo
Pour les articles homonymes, voir Oddo.
Philippe Oddo, né le 26 septembre 1959 dans le 8e arrondissement de Paris, est un entrepreneur et banquier français, associé-gérant du groupe Oddo BHF.

## Biographie

### Famille et vie privée
Philippe Oddo est le fils de Bernard Oddo, agent de change, et de Colette Rathery. Il est également le neveu du général Paul Oddo, ancien aide de camp du général de Gaulle et compagnon de la Libération.
Il possède un hôtel particulier de 650 m2 à Neuilly-sur-Seine. En 2022, Philippe Oddo et sa famille sont classés 113e fortune française par le magazine Challenges avec 1 milliard d'euros.

### Formation
Élève à l'école Saint-Martin-de-France à Pontoise, Philippe Oddo est par la suite diplômé de l'École des hautes études commerciales de Paris (HEC) en 1984. Il a également étudié à l'université Paris-Dauphine, l'université de New York et l'université de Cologne en Allemagne.

### Oddo BHF
Philippe Oddo entre chez Oddo & Cie en 1984 et devient associé-gérant en 1987.
Plusieurs opérations de croissance externe ont été menées, comme l'achat de Delahaye Finances (1997), de Pinatton, de Crédit Lyonnais Securities Europe, ou encore de la Banque d'Orsay, et de la Banque Robeco,. 
En 2016, il a renforcé la dimension internationale de la banque et doublé la taille du groupe, en rachetant BHF Bank pour un montant total de 760 millions d’euros. 

### Affinités politiques
Il est proche de François Fillon, qu'il a soutenu durant l'organisation de sa campagne présidentielle, et dont la société de conseil 2F Conseil a travaillé pour Oddo BHF.

### Autres activités
- Vice-président du Mouvement des entreprises de taille intermédiaire (METI)[17]
- Administrateur de la Fondation pour la Recherche sur l'Alzheimer (IFRAD)[18]
- Membre du conseil d’administration de la Fondation Bettencourt-Schueller (depuis décembre 2011)[19]
- Membre du club d'influence Le Siècle[20],[21]
- Membre du comité de soutien de l’association Espérance banlieues[22]